# 卡塔利娜·德埃劳索
卡塔利娜·德埃劳索（Catalina de Erauso），又被叫作修女中尉（La Monja Alférez）（1592，西班牙圣塞瓦斯蒂安-1650，新西班牙奎特拉斯特拉），是17世纪前半叶西班牙巴斯克地区与西属美洲的一位半传奇的人物。

## 生平

17世纪左右，卡塔利娜在南美洲的旅行地图
Nombre de Dios=农布雷-德迪奥斯
Paita=派塔
Trujillo=特鲁希略
Lima=利马
Concepcion=康塞普西翁
Tucuman=图库曼
La Plata=拉普拉塔
Potosi=波托西
Cochabamba=科恰班巴
La Paz=拉巴斯
Cuzco=库斯科
Guamanga=瓜曼加

卡塔利娜·德埃劳索是西班牙圣塞瓦斯蒂安市的军人们的女儿与姐妹。她的父亲是米格尔·德埃劳索而母亲是玛丽亚·佩雷斯·德·加利亚拉加·伊·阿尔塞。她四岁时便进入了修女团，这之后她连一条街道都没见过。在十五岁时，虽然她被期待成为一名修女，但是当她就要发下她的誓言时，她挨了一顿打，于是她便放弃了女修道院。
她異性裝扮为男子，自称为“弗朗西斯科·德洛约拉”，并离开了圣塞瓦斯蒂安，长途跋涉到了巴利亚多利德。之后她又从巴利亚多利德到达了毕尔巴鄂，并于毕尔巴鄂在别的巴斯克人们的帮助下，签约上了一艘船。她到达了西属美洲，并化名“阿隆索·迪亚斯·拉米雷斯·德古斯曼”，作为一名士兵被征入了智利的军队。在阿劳卡尼亚战争中，她曾在若干名上尉的麾下效力，据推测其中包括了她的亲兄弟，并且对方从来没有认出她。
在一场战斗中，她杀了一人，而自己也受了伤，并且看起来是致命伤。在做临终忏悔时，她暴露了自己的性别。不过，经过了四个月的恢复期，她活了下来，并动身前往瓜曼加。
为了避免又一场麻烦事件，她向主教阿古斯丁·德·卡尔瓦哈尔修士承认了自己的性别。在主教的劝说下，她加入了一个修女团，而她的故事传播到了大洋彼岸。在1620年，利马的大主教召唤了她。在1624年，在又一场战斗之后，她更换了船只，到达了西班牙。
她去了罗马并游览于意大利。在这段时期，她越来越有名，以至于教皇乌尔班八世特许了她穿男人的衣着。
弗兰切斯科·克雷斯琴齐奥为她绘制的肖像已经失落。而在西班牙，弗朗西斯科·帕切科（委拉斯开兹的老师与岳父）在1630年画了她。
她在1645年再次离开了西班牙。这一次她随着佩德罗·德·乌尔苏阿的舰队去了新西班牙，并在新西班牙成为了一名赶骡人，负责从韦拉克鲁斯开始沿着道路赶骡。在新西班牙时，她使用的名字是“安东尼奥·德埃劳索”。
她于1650年逝世于新西班牙奎特拉斯特拉。

## 外貌
意大利旅行家彼得罗·德拉·瓦莱在1626年的一封从罗马寄给他的朋友马里奥·斯基帕诺的信中描述她为，喜爱交谈，高个儿，强壮而有男子气，在使用了一种意大利治疗法之后，胸部就像孩子的一样。她的容貌并不丑，但是因年龄而显得憔悴，看上去更像是一名宦官。
她打扮得像一名西班牙男子，佩剑，比像一名朝臣更像一名士兵。

## 相关媒体
在1625年，得益于她的名声，胡安·佩雷斯·德·蒙塔尔万的戏剧《修女中尉的著名戏剧》上演了。同年，《伟大事迹之真实叙述》在塞维利亚出版，之后在墨西哥又出版了《伟大事迹之二次叙述》与《伟大事迹之三次叙述》。
从1626年起，就有一份所谓的自传存在了。它的最早的手稿则追溯到1794年，而它首次出版于1829年。
她的生平也是许多小说和尼古拉斯·莱昂博士的研究的主题。
在1943年，埃米利奥·戈麦斯·穆列尔为她的生平制作了一部电影，玛丽亚·费利克斯扮演了埃劳索。之后另一部由埃丝佩兰莎·罗伊主演的电影于1987年在西班牙上映。
电子游戏《大航海时代Ⅱ》中的女西班牙人船长卡塔莉娜·埃兰特索这一角色，就是以她命名的，并且稍微受到了她的影响。

## 脚注
1. ↑  De音译为“德”，和姓联译，之间不加·
2. ↑  根据她的受洗记录是1592年；根据她的所谓的自传是1585年。见米歇尔·斯特普托 1996，第26頁。
3. ↑  关于该书的详细历史，见卡塔利娜·德埃劳索 1996的“译注”。

## 扩展阅读
- （西班牙文） “修女中尉” 墨西哥百科全书, 第1卷. 墨西哥城, 1988.
- （西班牙文） 奥尼亚门迪百科全书上的卡塔利娜·德·埃劳索·伊·佩雷斯·德·加利亚拉加 （页面存档备份，存于）。